# ニュースこまち
『ニュースこまち』は、NHK秋田放送局で、2007年4月2日から秋田県向けに放送されている平日夕方の『NHKニュース』のローカルワイドニュース番組。前番組は『ニュースパークあきた』。
本項目では、関連番組として放送されている『ニュースこまち845』ならびに『ニュースこまちサタデー・サンデー』、『ニュースこまち645』についても記述する。
2023年6月5日より、NHKプラスの「ご当地プラス（東北エリア）」において見逃し配信を開始した。

## 放送時間
- 平日 18:10 - 19:00
  - 祝日・年末年始は休止し、後述の通り18:45 - 18:59に『ニュースこまち645』を放送したあと、『NHKニュース7』に接続している[注 1]。また、平日であっても春の大型連休の谷間やお盆休み、年末年始（12月28日までと1月4日以降）は特別編成のため休止となり、18:45までは別番組を、18:45から『ニュースこまち645』をそれぞれ放送する。

## 歴代キャッチコピー
- 2023年度：「ニュースはこまち　あなたといっしょに」
- 2024年度：「あすをキャッチ　秋田をキャッチ」

## 現在の出演者
- 山中翔太（2024年4月1日 - 〈月 - 木曜〉、メインキャスター）
- 西尾文花（2024年4月5日 -〈金曜〉、メインキャスター）
- 髙野栞（2020年2月17日 - 、サブ担当）隔週
- 阿部彩（2022年4月11日 - 、サブ担当）隔週
- 島影咲織（2024年4月1日 - 、「スポ!こま」担当）
- 高井伴明（2022年4月4日 - 、気象情報担当）

## 過去の出演者
- 小山径（- 2008年2月29日）
- 管奈央子（ - 2008年2月29日）
- 市倉麻衣（ - 2008年2月）
- 松田利仁亜（2008年3月3日 - 2010年3月19日）
- 森坂悠紀（ - 2010年3月31日、リポーター）
- 荒井彩也佳（2008年3月3日 - 2011年3月10日）
- 鈴木貴彦（2010年3月23日 - 2011年12月28日）
- 成村郁美（2008年3月3日 - 2011年12月28日）
- 髙橋康輔（2012年1月4日 - 2014年3月28日）
- 岡弘子（2010年4月1日 - 2014年3月28日）
- 中沢圭吾（2014年3月31日 - 2014年9月）
- 福井茂（2014年9月 - 2015年3月、隔週）[注 2]
- 三輪洋雄（2014年9月 - 2015年3月、隔週）
- 吉田紗也佳（2012年1月4日 - 2014年3月28日、気象情報担当。2014年3月31日 - 2015年3月27日、サブ担当）
- 高橋篤史（2015年3月30日 - 2018年3月16日）
- 村木祐輔（2016年4月4日 - 2019年3月31日 、気象情報担当）（ウェザーマップ所属の気象予報士）
- 坂本愛（2014年3月31日 - 2015年3月27日、気象情報担当、2015年3月30日 - 2020年2月14日、サブ担当）
- 宮﨑慶太（2018年4月2日 - 2022年4月1日）[注 3]
- 江口実玖（2020年4月13日 - 2022年3月25日、サブ担当）隔週
- 亀田瑛莉子（2018年4月2日 -  2022年4月1日、「スポ!こま」担当）
- 加藤直樹（2019年4月1日 - 2022年4月1日、気象情報担当）（オフィス気象キャスター所属の気象予報士）
- 大谷昌弘（2022年4月4日 - 2024年3月22日）[3]
- 渡辺早紀（2022年4月4日 - 2024年3月29日 、「スポ!こま」担当）

## 備考
- 2012年1月4日の放送より、スタジオセット、出演者、番組テーマ曲などが一新された。
- 2015年3月30日の放送より、番組ロゴ、スタジオセット、出演者、番組テーマ曲などが一新された。
- 2017年からは全国の天気をネットせず、秋田からまとめて放送[注 4]。
- 2020年3月30日の放送より、番組ロゴ、こまちの「K」を模したスタジオセット、出演者、番組テーマ曲が一新された。
- 2024年4月1日の放送より、こまちの「こ」を模した番組ロゴ、番組テーマ曲が一新した。（スタジオセットは、2024年3月25日より変更）
- 姉妹番組として金曜にはラジオで秋田駅前 喫茶こまちがあった[注 5]。

## 派生番組

### ニュースこまち845
2017年度の放送から、平日の20:45のニュースを『NHKニュースあきた845』から新たに『ニュースこまち845』にタイトル変更。秋田局のアナウンサーが交代で担当する。
- 月曜日 - 金曜日 20:45 - 21:00（祝日・年末年始を除く）
  - 祝日・年末年始は20:55 - 21:00に拠点の仙台放送局から「東北地方のニュース・気象情報」を5分間放送（12月31日を除く）。
  - なお、大型連休・お盆期間などは放送されず、拠点の仙台放送局から「東北地方のニュース・気象情報」のタイトルで臨時ネットとなる。

### ニュースこまちサタデー・サンデー、ニュースこまち645
また、2018年度から、土曜・日曜の夕方のニュースも『ニュースこまち645』にタイトルを変更したが、『645』は2020年3月29日で終了し、2020年4月4日からは仙台からの放送となっていた。その後、2022年4月9日から再び『ニュースこまちサタデー・サンデー』のタイトルで秋田局から放送する。
キャスターは固定で2022年4月4日から2024年3月31日まで山中翔太が、2024年度からは西尾文花が担当するほか、生駒里奈が番組内のコーナー「生駒ちゃんとバースデーアーカイブス」に出演している。
平日と重なる祝日や通常の平日でも春の大型連休の谷間やお盆、年末年始（12月28日までと1月4日以降）に通常の『ニュースこまち』が短縮または休止となる場合には『ニュースこまち645』を放送。
- ニュースこまちサタデー
  - 土曜日 18:45 - 19:00
- ニュースこまちサンデー
  - 日曜日 18:45 - 19:00
- ニュースこまち645
  - 月 - 金曜日と重なる祝日・『ニュースこまち』の通常放送が休止となる平日 18:45 - 19:00
- 2023年度までは18:53 - 18:55の東京から全国の気象情報を放送していたが[6]、2024年度からは、東京からの全国の気象情報をネット受けなし[7]。

## 放送倫理に関する事例
2019年1月21日放送の『ニュースこまち845』において、秋田県内の国公立大学で過去5年間にハラスメント（セクシャルハラスメント、アカデミックハラスメントなど）での処分者数が5人いた内容を報道。NHK秋田放送局が情報公開に基づいて報道したが、その中で大学名が特定できる内容（放送では大学名を公表）や公開された文章に記載された「小中学生でもできる」などの記述を拡大して放送された。これに対し、処分を受けた男性教員が報道の内容が事実に反し勤務できない状況が作られたとして、同局の謝罪を求め放送倫理・番組向上機構（BPO）の放送と人権等権利に関する委員会に申し立てし同年5月21日開催の同委員会において審理入りを決定した。
審議の結果、委員会は放送において教員の個人名が特定できた可能性がないとし名誉毀損には該当しないと判断した。また、NHK側は大学に追加取材も行っており、事実の正確性と真実に迫る努力などの観点に照らして、放送倫理上は問題がないとも判断した。